# Листер, Мартин (политик)
Сэр Мартин Листер (англ. Sir Martin Lister) (1602/03 г., Мидхоуп, Йоркшир — 1670 г., Бурвилль, Линкольншир) — английский землевладелец и политик, заседавший в Палате Общин Англии с 1640 г. по 1648 г.

## Биография
Будущий парламентарий родился в семье Майкла и Мэри Листеров в деревушке Мидхоуп к северо-западу от Шеффилда в Южном Йоркшире.
М. Листер владел Рэдклиффом в Бакингемшире, Торп-Арнольдом в Лестершире и Бурвиллем в Линкольншире.
В апреле 1640 г. он избран в Короткий парламент от округа Брэкли вместе с виконтом Томасом Вэнманом.
В ноябре 1640 г. М. Листер вместе с бароном Джоном Кру избраны от того же округа в Долгий парламент, в котором они заседали, пока не были выдворены из него в ходе Прайдовой чистки в 1648 г.
М. Листер умер в возрасте 68 (67) лет в 1670 в деревушке Бурвилль в округе Восточный Линдси в Линкольншире.

## Семья

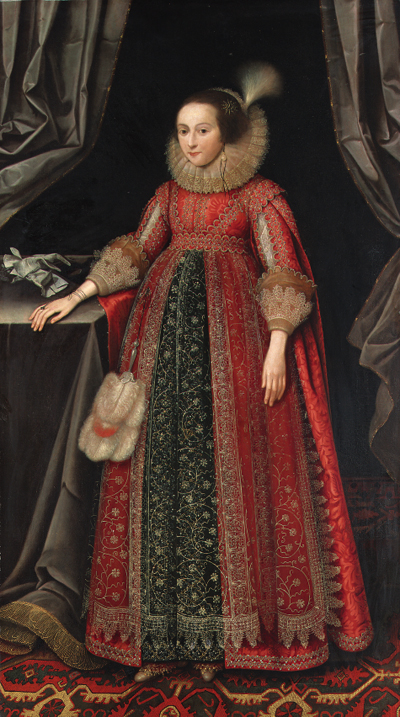
Портрет Сюзанны Торнхорст (урожд. Темпл, впоследствии леди Листер), 1621 г. Худ. Маркус Джерартс Младший (1561—1636 г.г.)

М. Листер сочетался первым браком с Мэри Вэнман, дочерью виконта Ричарда Вэнмана из Оксфордшира.
В 1633 г., после смерти своей первой жены, М. Листер женился во второй раз, на Сюзанне Торнхорст (1600—1669 г.г.), вдове сэра Гиффорда Торнхорста, первого баронета, и дочери сэра Александра Темпла из прихода Св. Маргариты в Рочестере в графстве Кент. Брат С. Торнхорст Джеймс Темпл, будучи членом Парламента, был одним из судей, подписавших в 1649 г. смертный приговор королю Карлу I Стюарту. Доверенным лицом при заключении брачного договора с М. Листером выступил её сводный брат сэр Томас Пэнистон.
В браке с Мэри Вэнман у М. Листера в январе 1629 г. в деревушке Торп-Арнольд родилась старшая дочь Агнэсса Листер (Хартопп).
В браке с Сюзанной Торнхорст у М. Листера родились сыновья д-р Мартин Листер (1639—1712 г.г.), врач и учёный, Ричард Листер (1651—1704 г.г.), эсквайр из Торп-Арнольда, наследовавший отцу, и Майкл Листер, эсквайр из Южного Карлтона.
Приемная дочь сэра М. Листера Фрэнсис Агнесса Торнхорст стала матерью Сары Черчилль, герцогини Мальборо.